# Farnern

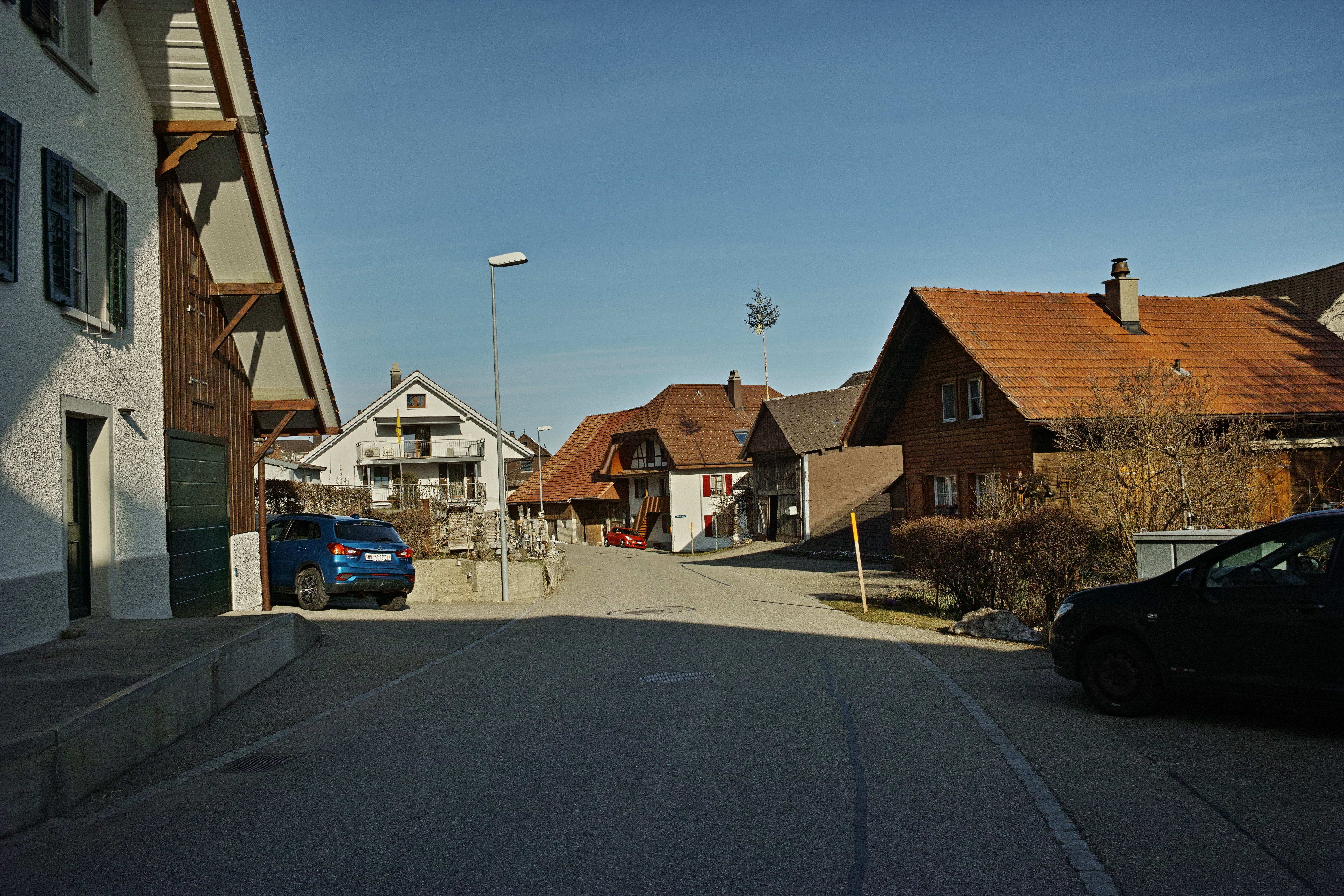
In Farnern, März 2021

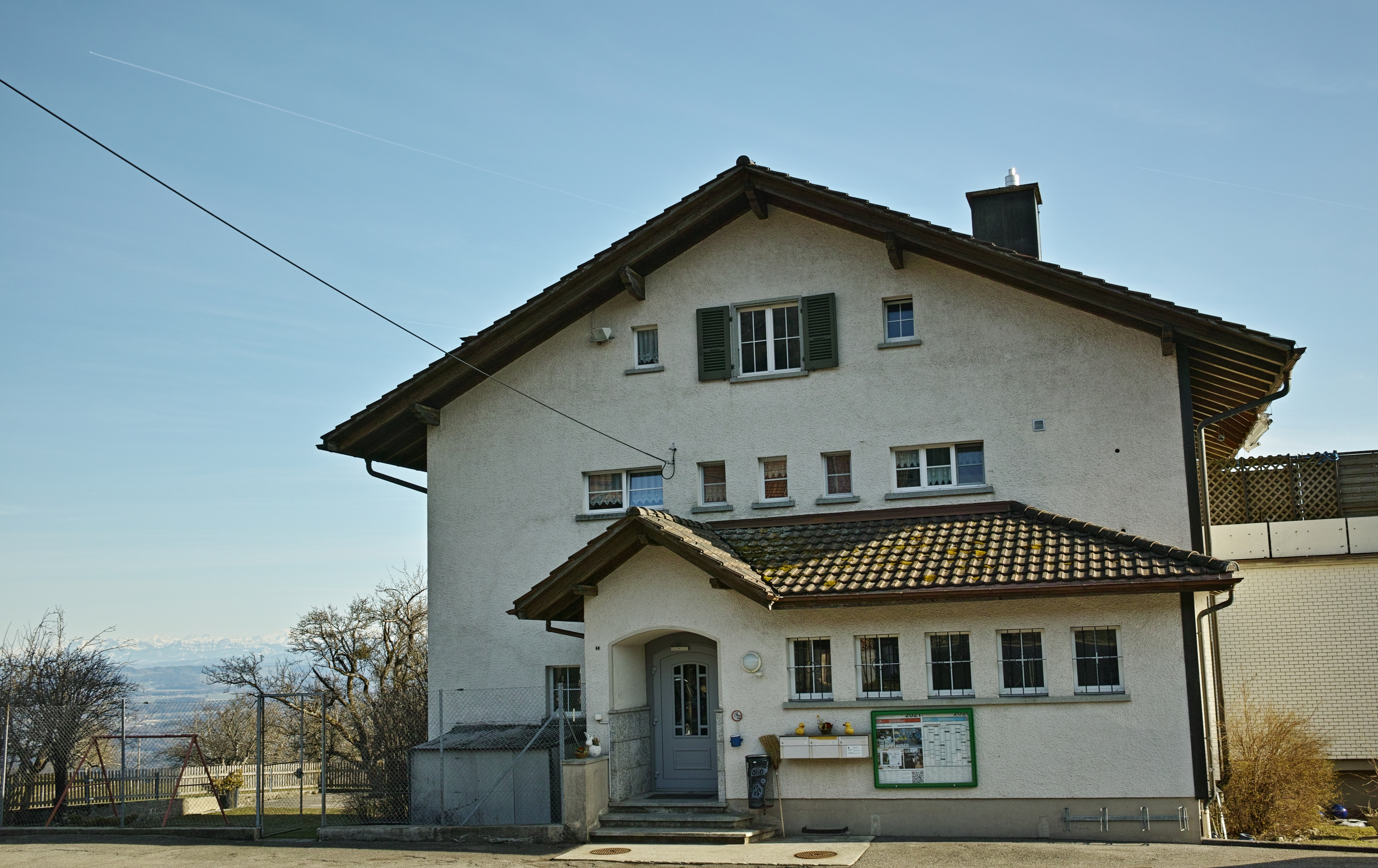
Gemeindeschreiberei Farnern

Farnern ist eine politische Gemeinde im Verwaltungskreis Oberaargau des Kantons Bern in der Schweiz.

## Geographie
Farnern liegt auf 800 m ü. M., 9 km nordöstlich der Stadt Solothurn (Luftlinie). Das Strassendorf erstreckt sich an aussichtsreicher Lage auf einer Verebnungsfläche am Südhang der vordersten Jurakette, rund 400 m über der Ebene des Schweizer Mittellandes, oberhalb von Wiedlisbach, in der Region Oberaargau.
Die Fläche des 3,7 km² grossen Gemeindegebiets umfasst einen Abschnitt des Jurasüdhangs. Der Hang von Farnern ist durch mehrere kleine, der Aare zufliessende Bäche untergliedert. Er ist das Produkt eines gewaltigen Bergrutsches, der sich am Ende der Risseiszeit ereignete, als mit dem Rückzug des eiszeitlichen Rhonegletschers die stabilisierende Wirkung des Eises wegfiel. Deshalb rutschte der südliche Schenkel der Antiklinale der ersten Jurakette ab und hinterliess eine grosse Bergsturzzone.
Im Süden verläuft die Grenze hangparallel auf einer Höhe von rund 700 bis 750 m ü. M. oberhalb des steilen Waldhangs im Bereich des Gisflüeli. Von hier erstreckt sich der Gemeindeboden nordwärts über den offenen Hang von Farnern bis auf den Schattenberg (1153 m ü. M.), dessen Krete eine charakteristische Felswand (Dogger) aufweist. In einem schmalen Zipfel reicht der Gemeindebann nach Westen und umfasst den Ausräumungskessel der Schmidenmatt (im Einzugsgebiet der Dünnern), begrenzt durch die Höhe der Bättlerchuchi im Süden sowie durch die schroffen Kalkfelsen (Malm) des Rüttelhorns (mit 1193 m ü. M. die höchste Erhebung von Farnern) im Norden und durch die Ostflanke des Chamben (bis 1188 m ü. M.). Von der Gemeindefläche entfielen 1997 3 % auf Siedlungen, 30 % auf Wald und Gehölze und 67 % auf Landwirtschaft.
Zu Farnern gehören verschiedene Einzelhöfe. Nachbargemeinden von Farnern sind Rumisberg und Attiswil im Kanton Bern sowie Günsberg und Herbetswil im Kanton Solothurn.

## Bevölkerung
Mit 224 Einwohnern (Stand 31. Dezember 2023) gehört Farnern zu den kleinen Gemeinden des Kantons Bern. Von den Bewohnern sind 98,6 % deutschsprachig und 0,9 % französischsprachig (Stand 2000). Die Bevölkerungszahl von Farnern belief sich 1850 auf 268 Einwohner, 1900 auf 274 Einwohner. Im Verlauf des 20. Jahrhunderts nahm die Bevölkerungszahl bis 1970 durch starke Abwanderung um über 40 % auf 159 Personen ab. Seither wurde wieder eine leichte Bevölkerungszunahme verzeichnet.

## Wirtschaft
Farnern war bis in die zweite Hälfte des 20. Jahrhunderts ein vorwiegend durch die Landwirtschaft geprägtes Dorf. Noch heute haben die Milchwirtschaft, die Viehzucht und etwas Ackerbau einen wichtigen Stellenwert in der Erwerbsstruktur der Bevölkerung. Einige weitere Arbeitsplätze sind im lokalen Kleingewerbe und im Dienstleistungssektor vorhanden. In den letzten Jahrzehnten hat sich das Dorf dank seiner attraktiven Lage zu einer Wohngemeinde entwickelt. Viele Erwerbstätige sind deshalb Wegpendler, die hauptsächlich in den grösseren Orten entlang des Jurasüdfusses arbeiten. Farnern hat einen hohen Bestand an Zweitwohnungen.

## Verkehr
Die Gemeinde liegt abseits der grösseren Durchgangsachsen, ist aber trotzdem verkehrsmässig recht gut erschlossen. Die Hauptzufahrt erfolgt von Wiedlisbach. Der nächste Anschluss an die Autobahn A1 (Bern–Zürich) befindet sich rund 6 km vom Ortskern entfernt. Durch eine Buslinie, welche die Strecke von Wangen an der Aare nach Farnern bedient, ist das Dorf an das Netz des öffentlichen Verkehrs angebunden.

## Geschichte

Luftbild (1972)

Die erste urkundliche Erwähnung des Ortes erfolgte 1329 unter dem Namen Varnerron. Später erschienen die Bezeichnungen Varnerren (1364) und Varneren (1423). Der Ortsname ist vom althochdeutschen Wort faran (Farnkraut) abgeleitet.
Seit dem Mittelalter unterstand Farnern der von den Grafen von Frohburg verwalteten Landgrafschaft Buchsgau. Es gehörte darin zur Herrschaft Bipp und teilte deren Schicksal. Als Teil dieser Herrschaft gelangte Farnern 1413 unter die gemeinsame Verwaltung von Bern und Solothurn. Nach der Teilung des Buchsgaus kam das Dorf 1463 unter die alleinige Oberhoheit Berns und wurde der Landvogtei Bipp zugeordnet. Bis 1511 bildete Farnern mit dem benachbarten Rumisberg eine Gemeinde.
Nach dem Zusammenbruch des Ancien Régime (1798) gehörte Farnern während der Helvetik zum Distrikt Wangen und ab 1803 zum Oberamt Wangen, das mit der neuen Kantonsverfassung von 1831 den Status eines Amtsbezirks erhielt. Farnern besitzt keine eigene Kirche, es gehört zur Pfarrei Oberbipp.

## Persönlichkeiten
- Ernesto Alemann (1893–1982), Journalist, Unternehmer, Autor, Ehrenbürger der Gemeinde Farnern
- Hedda Koppé (1896–1990), Schauspielerin, verbrachte ihren Lebensabend in Farnern